# Contea di Kai
La contea di Kai (cinese semplificato: 开县; mandarino pinyin: Kāi Xiàn) è un distretto di Chongqing. Ha una superficie di 3.959 km² e una popolazione di 1.540.000 abitanti al 2006.